# Женский гэльский футбол
Женский гэльский футбол (англ. Ladies' Gaelic football, ирл. Peil Ghaelach na mBan) — ирландский национальный игровой вид спорта, разновидность гэльского футбола с участием женских команд. В отличие от традиционного мужского, развитием женского футбола занимается специализированная Ассоциация женского гэльского футбола. Принцип игры тот же: две команды по 15 человек (иногда по 7) играют круглым мячом, передавая его руками или ногами и стремясь забить гол в ворота. Этот вид спорта распространён преимущественно на острове Ирландия (Республика Ирландия и Северная Ирландия), крупнейшие соревнования — Всеирландский чемпионат и Национальная футбольная лига, в которых соревнуются сборные традиционных графств Гэльской атлетической ассоциации. В 2017 году финал Всеирландского чемпионата установил мировой рекорд года по посещаемости любого финала спортивного турнира с участием женских команд; в 2019 году финал Всеирландского чемпионата по посещаемости уступил только финалу чемпионата мира по футболу ФИФА того же года.
Традиционно наиболее сильными командами являются Корк и Керри; также определённых успехов в своё время достигали Уотерфорд, Монахан и Мейо. С 2017 года всеирландским чемпионом является Дублин, вышедший недавно на передовые позиции в женском гэльском футболе. За пределами Ирландии в женский гэльский футбол играют на всех континентах, однако костяк игроков там составляют представительницы ирландской диаспоры.

## Ключевые отличия в правилах
В женском гэльском футболе правила от мужского не отличаются почти ничем, кроме следующих положений:
- Используется мяч 4-го размера, а не 5-го, как в мужском.
- Футболистка может подбирать руками мяч прямо с земли, пока она стоит.
- Матчи длятся не 70 минут, как в мужском футболе, а 60 минут.
- Вратарям можно вводить мяч в игру, выбивая его с руки, а не только с газона.
- В отличие от мужского варианта, в женском футболистка может перебросить мяч из одной своей руки в другую.
- В женском футболе может использоваться таймер с сиреной для определения момента, когда завершается игра; если это невозможно, то об окончании матча объявляет судья.
- Запрещена любая силовая борьба и любой контакт корпусов, за исключением «заслонов», как в баскетболе или гандболе.

## Хронология развития
| Дата             | Ключевые события |
| ---------------- | --- |
| 1926             | Первый турнир состоялся в округе Кураклэр, графство Клэр. |
| 1964             | Турнир в графстве Оффали: команда местечка Балликоммон нанесла поражение команде гостиницы «Мэриан» из Талламора в финале турнира. |
| Июнь 1968        | Турнир в Дангарване на гала-фестивале. |
| Июль 1969        | Газета Clonmel Nationalist публикует статью о матче между командой почтовой службы г. Клонмел и командой совета графства Типперэри. Через неделю после статьи команда почты Клонмела сыграла против команды пункта обмена валют Каррик-он-Шур. Матчи стали основой для создания лиги восьми команд; команда Клонмела выиграла первый розыгрыш турнира. |
| 1970             | Состоялся турнир с участием команд графства Южный Типперэри и Западный Уотерфорд; турнир сыгран в два круга. |
| 3 октября 1971   | Первый матч на уровне графств с участием сборных графств Типперэри и Уотерфорд. Победу празднует сборная Типперэри. |
| 2 сентября 1973  | Финал первого розыгрыша чемпионата Корка: со счётом 3-4 — 2-3 победу празднует команда «Ноксковэйн», победившая «Баллидэйли» в Бантире. |
| 1973             | Матч на фестивале в Бантире между сборными графств Керри и Корка, победа Керри 5-10 — 4-11. Два гола в ворота и шесть голов над перекладиной забила Мэри Джини. Игру судил Динни Лонг, игрок мужской сборной Корка. |
| 18 июля 1974     | Основана Ассоциация женского гэльского футбола, место встречи — отель Хэйес в Тёрлсе, графство Типперэри. |
| 13 октября 1974  | Первый финал Всеирландского чемпионата среди женщин: в матче между Типперэри и Оффали победу одержала сборная Типперэри со счётом 2-3 — 2-2. |
| 10 октября 1976  | В финале 1976 года Оффали опять проигрывает, на этот раз команде Керри со счётом 1-5 — 4-6. Капитан команды Керри, Мэри Джини, приносит Керри первую победу, а также становится лучшим бомбардиром в финале (3 гола в ворота, 2 над перекладиной) и оформляет первый хет-трик в финале. |
| 1977             | Первый розыгрыш Всеирландского клубного чемпионата, первым чемпионом стал «Маллахоран». |
| 1979             | Первый розыгрыш женской Национальной футбольной лиги, первый чемпион — Типперэри. |
| 1980             | Ассоциация женского гэльского футбола учреждает ежегодную символическую сборную ГАА |
| 1982             | Ассоциация женского гэльского футбола признана Гэльской атлетической ассоциацией |
| 3 октября 1982   | В финале 1982 года во второй раз победу празднует команда Керри. С 1982 по 1990 годы Керри выиграл 9 титулов подряд, а с 1980 по 1991 годы был неизменным чемпионом Национальной футбольной лиги. |
| 12 октября 1986  | Первый финал Всеирландского чемпионата, сыгранный на Кроук Парк (победа Керри над Уэксфордом со счётом 1-11 — 0-8). |
| 1987             | Впервые разыгран Студенческий кубок О’Коннора: в финале команда колледжа непорочного зачатия Девы Марии одержала победу над командой университетского колледжа Корка. |
| 1987             | Команда «Баллимакарбри» из графства Уотерфорд выиграла впервые Всеирландский клубный чемпионат, вплоть до 1998 года успешно удерживая этот титул и составив костяк сборной графства Уотерфорд. |
| 11 ноября 1990   | Сборная Керри выигрывает девятый подряд титул всеирландских чемпионок, обыграв Лиишь со счётом 1-9 — 0-6. |
| 13 октября 1991  | Самый результативный по числу трёхочковых голов в истории Всеирландского чемпионата финал: сборная Уотерфорда наносит поражение команде Лиишь со счётом 5-8 — 3-7 и окончательно завершает серию побед Керри. С 1991 по 2000 годы Уотерфорд 9 раз выходил в финал Всеирландского чемпионата, 5 раз победив; с 1992 по 2002 годы он победил в 5 розыгрышах женской Национальной футбольной лиги.                                                                                          |
| 6 октября 1996   | Сборная графства Монахан и Нив Киндлон выиграли во всеирландском финале у Лиишь со счётом 2-11 — 1-9 и завоевали свой первый титул всеирландских чемпионок. С 1994 по 1998 годы Монахан выходил неизменно в финал, выиграв два титула. |
| 3 октября 1999   | Сборная Мейо с Корой Стонтон в составе наносит поражение сборной Уотерфорда со счётом 0-12 — 1-8 и выигрывает свой первый титул. До 2003 года включительно Мейо выходит в финал, выигрывая 4 титула из 5 возможных. |
| 30 сентября 2001 | Сборная Лиишь впервые побеждает в финале Всеирландского чемпионата, нанеся единственное в вышеуказанной пятилетней серии поражение команде Мейо со счётом 2-14 — 1-16. До этого Лиишь проиграл семь финалов. Этот финал становится первым, транслируемым на канале TG4. |
| 2 октября 2005   | Сборная Корка побеждает сборную Голуэя со счётом 1-11 — 0-8 и выигрывает первый титул. С 2005 по 2016 годы, за исключением 2010 года, Корк будет неизменно выигрывать всеирландские чемпионаты, а также 11 раз победит в Национальной футбольной лиге. |
| 2006             | Первая серия матчей по футболу по международным правилам с участием женских команд Ирландии и Австралии. Ирландия побеждает со счётом 134:15 в первом матче и 39:18 во втором. |
| 26 сентября 2010 | Сборная Дублина становится единственной, кто прерывает гегемонию Корка, и обыгрывает в финале Всеирландского чемпионата Тирон со счётом 3-16 — 0-9. |
| Декабрь 2014     | Сборная Корка завоёвывает приз «Команда года по версии RTÉ» благодаря девятому всеирландскому чемпионству и становится первой женской командой, удостоившейся этого приза (27 % голосов отданы команде Корка, 11 % — национальной сборной по регби, чемпионам Кубка шести наций 2014 года. |
| Декабрь 2015     | Игроки сборных Корка по женскому гэльскому футболу и камоги, Рина Бакли и Бридж Коркери, получают призы лучших спортсменок Ирландии по версии The Irish Times и Sport Ireland. Обе спортсменки стали рекордсменками по числу личных наград всеирландского чемпионата, опередив обладательницу 15 медалей в составе сборной Дублина по камоги Кейтлин Миллс. |
| 24 сентября 2017 | Дублин выигрывает второй титул всеирландских чемпионок по гэльскому футболу среди женщин, победив сборную Мейо со счётом 4-11 — 0-11. Установлена рекордная для женского спорта посещаемость финала в 46286 зрителей, что перебило рекорд финала женского Кубка Англии по футболу того же года (35271 зритель) и стало самым посещаемым женским спортивным событием в Европе (по заявлению BBC Northern Ireland — и во всём мире).                                                       |
| 15 сентября 2019 | Дублин продолжает серию побед, выигрывая третий подряд за последнее время титул всеирландских чемпионок, и побеждает Голуэй со счётом 2-3 — 0-4. Посещаемость составляет 56114 человек — в женском спорте за этот год большую собрал только финал чемпионата мира по футболу среди женщин во Франции (57 900). Седьмой год подряд посещаемость Кроук Парк на женском финале возрастает с 2013 года; также установлен рекорд по посещаемости женских любительских соревнований в Европе.. |

Источники:

## Наиболее успешные команды
| Номер | Графство  | Всеирландские чемпионки (раз) | Чемпионки Национальной лиги (раз) | Итого побед |
| ----- | --------- | ----------------------------- | --------------------------------- | ----------- |
| 1     | Корк      | 11                            | 12                                | 23          |
| 2     | Керри     | 11                            | 11                                | 22          |
| 3     | Уотерфорд | 5                             | 5                                 | 10          |
| 4     | Мейо      | 4                             | 3                                 | 7           |
| 5     | Монахан   | 2                             | 4                                 | 6           |
| 6     | Дублин    | 4                             | 1                                 | 5           |